# 띠에우껀현
띠에우껀현(베트남어: Huyện Tiểu Cần / 縣小芹)은 베트남 메콩강 삼각주 짜빈성의 현이다.

## 행정 구역
띠에우껀현은 2시진, 9사를 관할하고 있다.

### 시진
- 떼우껀 시진 (Thị trấn Tiểu Cần, 小芹市鎭)
- 꺼우꽌 시진 (Thị trấn Cầu Quan, 梂關市鎭)

### 사
- 헤우쭝 사 (Xã Hiếu Trung, 孝忠社)
- 헤우호아 사 (Xã Hiếu Tử, 孝子社)
- 훙호아 사 (Xã Hùng Hòa, 雄和社)
- 홍트이 사 (Xã Long Thới, 隆泰社)
- 응아이훙 사 (Xã Ngãi Hùng, 義雄社)
- 푸껀 사 (Xã Phú Cần, 富芹社)
- 껀호아 사 (Xã Tân Hòa, 新和社)
- 떤훙 사 (Xã Tân Hùng, 新雄社)
- 떱응아이 사 (Xã Tập Ngãi, 集義社)

## 갤러리

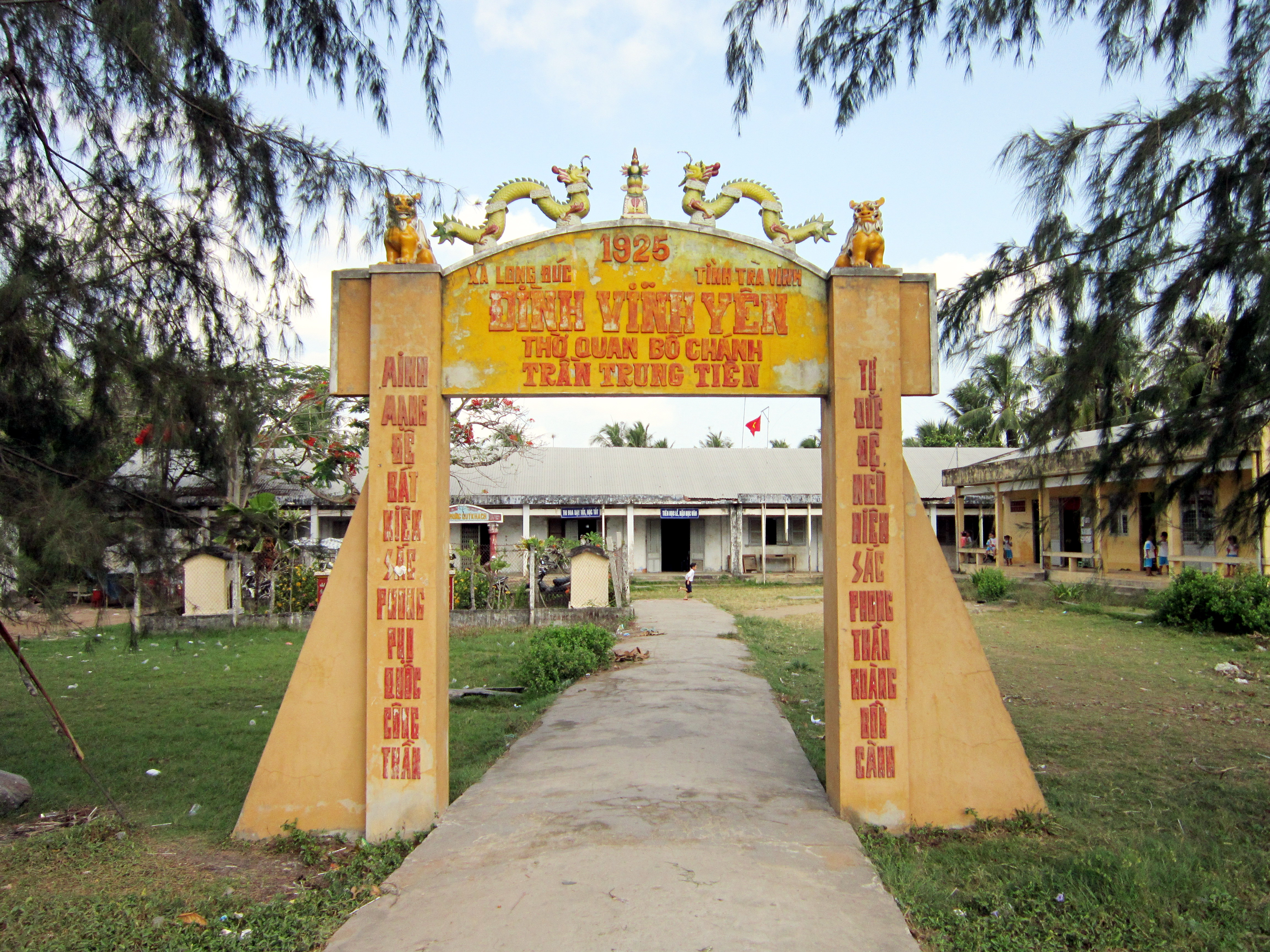
빈옌 사당
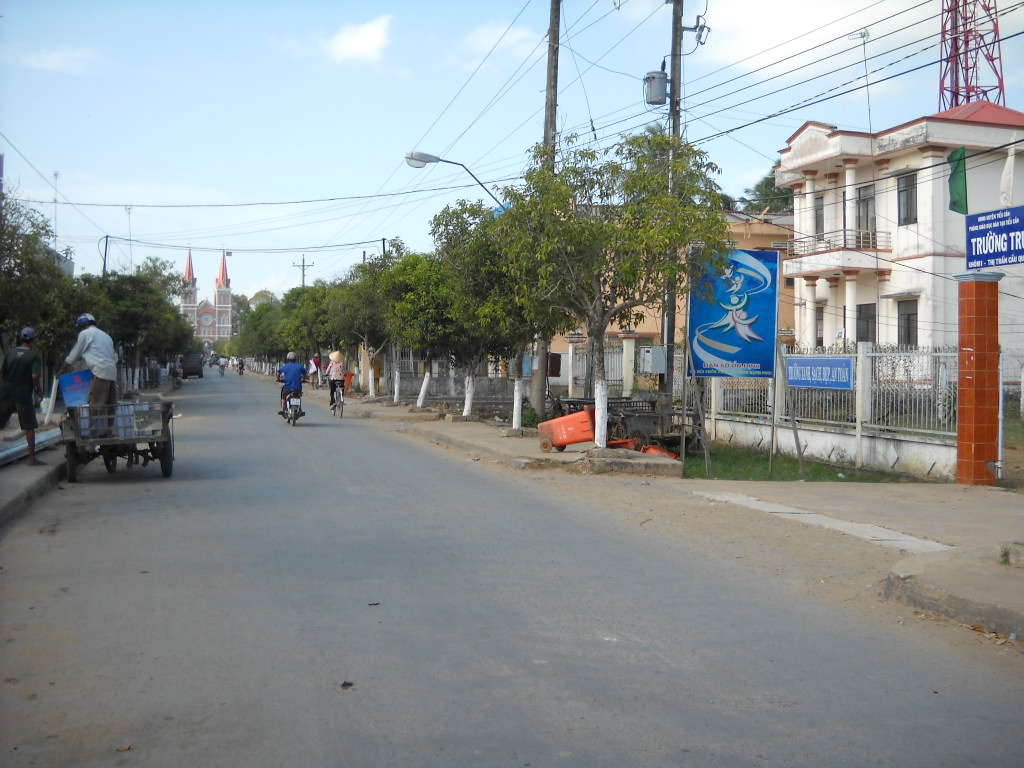
꺼우꽌 시진
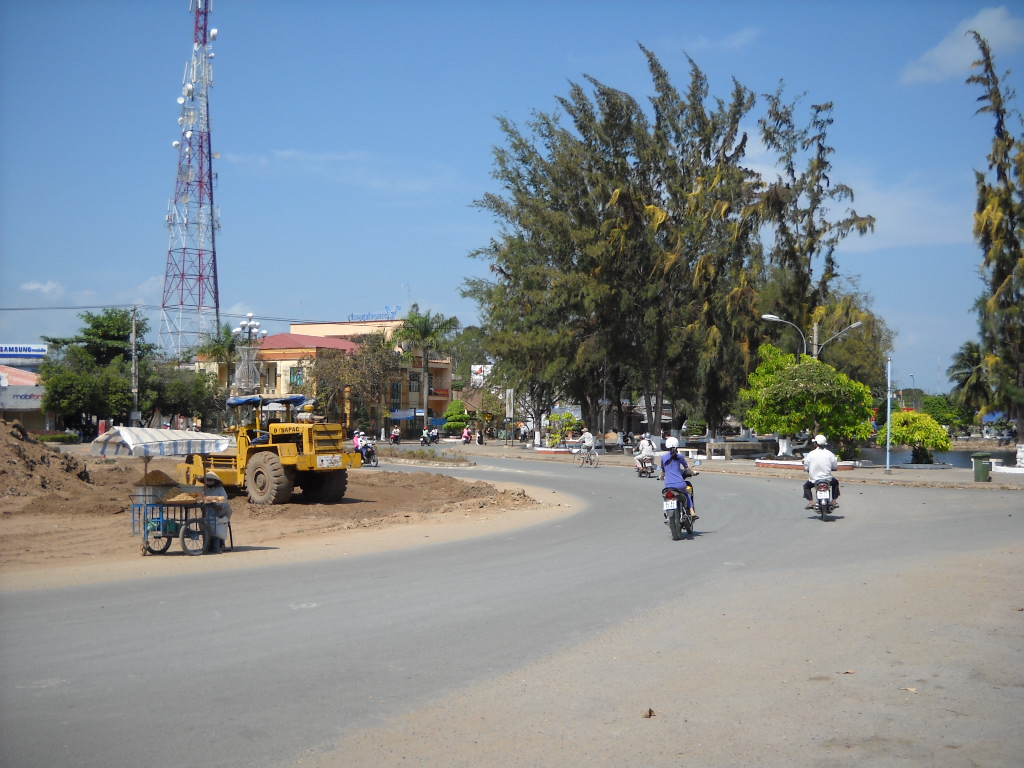
띠에우껀 시진